# 임샛별 (영화 배우)
임샛별은 대한민국의 여성 배우이다.

## 영화
- 2005년 여고괴담 4 - 목소리 - 영언 대역 역